# SOKO Hamburg
SOKO Hamburg ist eine deutsche Kriminalserie, die von 2018 bis 2024 von Network Movie für das ZDF produziert wurde. Sie ist der achte Ableger der Fernsehkrimiserie SOKO München (ehemals SOKO 5113), der wie die Mutterserie ein SOKO im Titel trägt. Die erste Staffel mit zunächst sechs Episoden wurde ab Mitte Oktober 2017 in Schleswig-Holstein, Hamburg und Niedersachsen gedreht und ab dem 27. März 2018 dienstags um 18:05 Uhr – auf dem eigentlichen Sendeplatz der SOKO Köln – ausgestrahlt. 
Die Serie wurde aufgrund einer Modernisierung des Programmes für jüngere Zielgruppen im Jahr 2024 nach der 6. Staffel eingestellt.

## Handlung
Inhalt der Sendung ist die Aufklärung von Verbrechen und Mordfällen in Hamburg, Niedersachsen und Schleswig-Holstein. Das Kommissariat der SOKO ist ein alter Backsteinbau, der sich an der Elbe in Hamburg-Finkenwerder befindet.

## Figuren
Geführt wird die SOKO in der ersten Staffel durch Kriminalhauptkommissar Jan Köhler und Kriminalhauptkommissarin Lena Testorp. Während Testorp ehrgeizig ist, lehnt Köhler die Behörden-Hierarchie ab und arbeitet lieber von der Straße aus. Zum Team gehört auch der erfahrene Polizist Oskar Schütz, Cem Aladag, der als wandelnde Wikipedia-Enzyklopädie des Teams gilt, und Maria Gundlach, die zusammen mit Aladag das Herz der Wache bildet.
Zur zweiten Staffel stoßen mit Sarah Khan als SOKO-Leiterin, Max Nordmann als Kriminalkommissar und Franziska Berger als Kriminalkommissaranwärterin drei neue Mitglieder zum SOKO-Team. Jan Köhler, Cem Aladag und Maria Gundlach werden nicht mehr als Team-Mitglieder benannt.
In der Mitte der vierten Staffel geht Lena Testorp in den Mutterschutz und wird kurzzeitig von Jette Lorenzen vertreten.
Zu Beginn der fünften Staffel kehrt Lena Testorp aus dem Mutterschutz zurück. Sarah Khan und Max Nordmann scheiden aus der Serie aus und werden durch Kriminaloberrätin Ella Hansen als Chefin der SOKO und Kriminaloberkommissar Luiz Viera dos Santos ersetzt.

## Besetzung

### Hauptbesetzung
| Schauspieler             | Rollenname            | Amtsbezeichnung                                         | Episoden   | Staffeln | Zeitraum  |
| ------------------------ | --------------------- | ------------------------------------------------------- | ---------- | -------- | --------- |
| Kathrin Angerer          | Maria Gundlach        | Kriminaloberkommissarin                                 | 1–6        | 1        | 2018      |
| Mirko Lang               | Jan Köhler            | Kriminalhauptkommissar                                  | 1–6        | 1        | 2018      |
| Arnel Tači               | Cem Aladag            | Kriminalkommissar, IT-Experte                           | 1–6        | 1        | 2018      |
| Marek Erhardt            | Oskar Schütz          | Erster Kriminalhauptkommissar                           | 1–67       | 1–6      | 2018–2024 |
| Anna von Haebler         | Lena Testorp          | Kriminalhauptkommissarin                                | 1–34 43–67 | 1–6      | 2018–2024 |
| Pegah Ferydoni           | Sarah Khan            | Erste Kriminalhauptkommissarin und Leiterin der SOKO    | 7–42       | 2–4      | 2019–2022 |
| Garry Fischmann          | Max Nordmann          | Kriminaloberkommissar, früher Kriminalkommissar         | 7–42       | 2–4      | 2019–2022 |
| Paula Schramm            | Franziska Berger      | Kriminalkommissarin, früher Kriminalkommissaranwärterin | 7–67       | 2–6      | 2019–2024 |
| Gundula Niemeyer         | Jette Lorenzen        | Kriminalkommissarin                                     | 37–39      | 4        | 2022      |
| Thiago Braga de Oliveira | Luiz Viera dos Santos | Kriminaloberkommissar                                   | 43–67      | 5–6      | 2023–2024 |
| Oceana Mahlmann          | Ella Hansen           | Kriminaloberrätin und Chefin der SOKO                   | 44–67      | 5–6      | 2023–2024 |

### Nebenbesetzung
| Schauspieler  | Rollenname   | Amtsbezeichnung bzw. Rolle | Episoden             | Staffeln | Zeitraum  |
| ------------- | ------------ | -------------------------- | -------------------- | -------- | --------- |
| Marla Erhardt | Paula Schütz | Tochter von Oskar Schütz   | 2–67 (wiederkehrend) | 1–6      | 2019–2024 |